# Dannike-Frau
Die Dannike-Frau (schwedisch Dannikekvinnan) ist eine Moorleiche aus dem 17. Jahrhundert, die 1942 im schwedischen Hochmoor Rydetsmossen gefunden wurde. Die Frau gehört neben dem Bockstensmann und der Frau von Luttra zu den bekanntesten Moorleichen Schwedens. Ihre sterblichen Überreste und ihre Habseligkeiten werden im Borås-Museum gezeigt.

## Fund
Das Moor Rydetsmossen grenzt südwestlich an den Weiler Rydet, im Kirchspiel Dannike, Gemeinde Borås in der südschwedischen Provinz Västra Götalands län. Im Sommer 1942 stießen Torfstecher in etwa 45 cm Tiefe auf die Reste eines Holzsarges ohne Deckel mit den sterblichen Überresten der Frau samt Resten der Kleidung und weiteren persönlichen Gegenständen. Unbestimmte Zeit später wurde der örtliche Gouverneur auf den Fund aufmerksam und schaltete das Zentralamt für Denkmalpflege (Riksantikvarieämbetet) ein. Am Folgetag traf der Altertumsforscher Erik Floderus ein, der den Fund untersuchte und seine Ergebnisse über den Dannikekvinnan (Dannike-Frau) genannten Fund 1944 publizierte. Die Überreste des Fundes wurden bis 2001 in der Dauerausstellung des Borås-Museums ausgestellt und im Zuge der Neugestaltung des Museums einer genaueren Untersuchung unterzogen.

## Befunde
Nach osteologischen Befunden war die Frau zum Zeitpunkt ihres Todes etwa 20 Jahre alt und etwa 160 cm groß. Ihre Gelenke zeigten keine Verschleißerscheinungen. Sie lag mit leicht angezogenen Beinen auf ihrer linken Seite im Sarg, war mit einem Wollmantel bekleidet und trug ein Paar Halbschuhe der modernen Schuhgröße 36 bis 37 mit Absätzen aus mehrlagigem Leder. An ihrem linken Bein trug sie einen Wollstrumpf. Die Hände und möglicherweise auch die Beine waren zusammengebunden. Eine krankhafte Verkrümmung des rechten Schienbeins deutet an, dass die Frau an Athetose, möglicherweise infolge einer Kinderlähmung, litt. Zum Ausgleich des Beinlängenunterschieds trug sie im rechten Schuh eine Einlage. Vom Kopf sind nur Teile des Schädels und Büschel von rotbraunem Kopfhaar erhalten, ebenso fehlten Teile der Brustwirbelsäule und der Beine. Der ursprünglich erhaltene Kopf muss in den Tagen oder Wochen nach der Auffindung bis zur Bergung durch Floderus weggekommen sein. Hinweise auf die mögliche Todesursache waren nicht erkennbar.
Neben der Leiche lag ein Lederbeutel mit mehreren Münzen: einer 1-Öre-Silbermünze von König Karl XI., einer durchbohrten und vermutlich als Anhänger getragenen 1-Öre-Silbermünze König Johanns III. mit unlesbarem Prägedatum sowie drei ⅙-Öre-Kupfermünzen Karls XI., die 1672, 1676 und 1677 geprägt wurden. Weiterhin befanden sich darin eine opalfarbene und eine dunkelblaue Glasperle, zwei Quarzstücke, ein korrodiertes Taschenmesser und drei Knöpfe. Bemerkenswert sind zwei Feuersteine, eine ovale Messingdose für Tabak und die tönerne Tabakpfeife, die ebenfalls im Lederbeutel beigegeben waren. Die Tonpfeife der Dannike-Frau wurde nach neueren Erkenntnissen erst ab 1690 im südlichen oder westlichen Teil Englands, nach Arne Åkerhagen in Portsmouth oder  Southampton, hergestellt.

### Datierung
In den 1940er Jahren wurde die Leiche anhand der Schlussmünze, also der Münze mit dem jüngsten Prägedatum, der ⅙-Öre-Münze von 1677, in die späten 1670er Jahre datiert. Erst im Zuge der neuen Untersuchung des Fundes wurde erkannt, dass die Tonpfeife erst ab 1690 in England hergestellt wurde und somit die Frau erst nach 1690 gestorben sein kann.

## Deutung
Die relativ grobe Qualität der Kleidung spricht nicht dafür, dass die Frau einen gehobenen Stand in ihrem sozialen Umfeld innehatte, allerdings schien sie auch nicht schwer körperlich gearbeitet zu haben, was möglicherweise auf ihre Behinderung zurückzuführen war. Die Tatsache, dass die Frau kein reguläres Begräbnis in der geweihten Erde eines christlichen Friedhofs erhielt, sondern abseits des üblichen Ritus im Moor beigesetzt wurde, deutet an, dass sie jenseits der lutherischen Gemeinschaft gestanden haben muss. Solche Sonderbestattungen wurden beispielsweise Mördern, Selbstmördern oder  Müttern zuteil, die bei der Geburt starben, noch bevor sie die letzte Ölung erhielten.
In diesem Zusammenhang kommt dem Rauchzubehör der Frau eine besondere Bedeutung zu, die nahelegt, dass die Dannike-Frau Tabakraucherin war. Bisher gibt es keine zeitgenössischen Schrift- und Bildquellen zu Tabak rauchenden Frauen aus Schweden. Es ist möglich, dass ihr Tabakkonsum der Grund für einen Ausschluss aus ihrer Gemeinschaft und die Sonderbestattung war. Jordan Goodman führt dagegen an, dass Tabakpfeifen im 17. Jahrhundert die einzige Möglichkeit boten, Tabak zu konsumieren, weswegen Pfeife rauchende Frauen nichts Ungewöhnliches wären. Er hält die unkritische Übertragung gegenwärtiger Ansichten – über Pfeife rauchende Frauen der heutigen Gesellschaft – auf die Verhältnisse der Gesellschaft im 17. Jahrhundert für sehr problematisch.
Trotz aller Abweichungen vom üblichen Ritus erhielt die Frau ein ordentliches Begräbnis in einem Sarg. Die Beigaben von Münzen und die Fesselung der Toten sind nach protestantischer Lehre unüblich und entspringen höchstwahrscheinlich der abergläubischen Angst vor einem Wiedergängertum der Toten. Zu den augenscheinlich widersprüchlichen Befunden, insbesondere der Beigabe des Tabaks und Rauchzeugs einerseits und dem vermeintlich niedrigen sozialen Stand andererseits, gibt es in der wissenschaftlichen Fachliteratur bisher noch keine allgemein akzeptierten Erklärungsmodelle.